# Saison 8 de Bob's Burgers
Chronologie
Saison 7 Saison 9
La huitième saison de la série télévisée d'animation Bob's Burgers est diffusée aux États-Unis entre le 1er octobre 2017 et le 20 mai 2018 sur la Fox. Elle comporte vingt-et-un épisodes.
En France, elle est disponible depuis le 8 novembre 2019 sur le service de vidéos à la demande Fox Play. Par ailleurs, elle a été diffusée sur MCM du 4 janvier 2020 au 31 janvier 2020.

## Épisodes
| № | #  | Titre                                                                                            | Réalisation                    | Scénario                             | Première diffusion               | Code de prod. | Audiences |
| --- | -- | ------------------------------------------------------------------------------------------------ | ------------------------------ | ------------------------------------ | -------------------------------- | ------------- | --------- |
| 130 | 1  | Brunchfoot Brunchsquatch                                                                         | Mauricio Pardo et Ian Hamilton | Lizzie Molyneux et Wendy Molyneux    | 1er octobre 2017 4 janvier 2020  | 7ASA14        | 2,93      |
| Les enfants Belcher veulent un chien, mais leurs parents s'y opposent. Après avoir vu Jimmy Pesto proposer des brunchs dans son restaurant, Bob décide de s'y mettre lui aussi...                                                                              |    |                                                                                                  |                                |                                      |                                  |               |           |
| 131 | 2  | Un crime presque parfait The Silence of the Louise                                               | Chris Song                     | Greg Thompson                        | 15 octobre 2017 4 janvier 2020   | 7ASA09        | 2,43      |
| Louise demande à Millie de l'aider à découvrir qui a mutilé les poupée thérapeutiques de monsieur Frond... |    |                                                                                                  |                                |                                      |                                  |               |           |
| 132 | 3  | Le loup de Wharf Street The Wolf of Wharf Street                                                 | Mauricio Pardo                 | Lizzie Molyneux et Wendy Molyneux    | 22 octobre 2017 4 janvier 2020   | 7ASA07        | 3,02      |
| Le soir d'Halloween, Linda entraîne ses enfants dans une chasse au loup. Bob, lui, pense que Teddy pourrait être un loup-garou... |    |                                                                                                  |                                |                                      |                                  |               |           |
| 133 | 4  | L'ours, la brute et les baby-sitters Sit Me Baby One More Time                                   | Brian Loschiavo                | Nora Smith                           | 5 novembre 2017 4 janvier 2020   | 7ASA08        | 2,89      |
| Les soirée baby-sitting de Tina sont perturbées par Tammy, qui est forcée de travailler avec elle... |    |                                                                                                  |                                |                                      |                                  |               |           |
| 134 | 5  | Le Thanksgiving de Teddy Thanks-hoarding                                                         | Tyree Dillihay                 | Jon Schroeder                        | 19 novembre 2017 4 janvier 2020  | 7ASA15        | 2,37      |
| Les Belcher donnent un coup de main à Teddy, qui doit recevoir une visite de ses parents à l'occasion de Thanksgiving... |    |                                                                                                  |                                |                                      |                                  |               |           |
| 135 | 6  | Le père Fouettard (Partie 1) The Bleakening (Part 1)                                             | Brian Loschiavo                | Steven Davis                         | 10 décembre 2017 10 janvier 2020 | 7ASA16        | 3,17      |
| Linda décide d'organiser une grande soirée au restaurant afin de fêter Noël dignement... |    |                                                                                                  |                                |                                      |                                  |               |           |
| 136 | 7  | Le père Fouettard (Partie 2) The Bleakening (Part 2)                                             | Chris Song                     | Kelvin Yu                            | 10 décembre 2017 11 janvier 2020 | 7ASA17        | 3,17      |
| Les décorations de Noël ont disparu. Les enfants se demandent si ce n'est pas l'oeuvre d'un personnage de légende, comme ceux dont leur parle Teddy... |    |                                                                                                  |                                |                                      |                                  |               |           |
| 137 | 8  | V pour Valen-Detta V for Valentine-detta                                                         | Ian Hamilton                   | Lizzie Molyneux et Wendy Molyneux    | 14 janvier 2018 11 janvier 2020  | 7ASA22        | 4,76      |
| Tina souffre d'une déception amoureuse le jour de la Saint-Valentin. Linda et Louise tentent de la réconforter en organisant une soirée entre filles... |    |                                                                                                  |                                |                                      |                                  |               |           |
| 138 | 9  | Complètement Ga-Ga Y Tu Ga-Ga Tambien                                                            | Brian Loschiavo                | Scott Jacobson                       | 11 mars 2018 11 janvier 2020     | 7ASA12        | 1,84      |
| Gene s'oppose à une nouvelle activité alors qu'il est à l'air de jeu, ce qui provoque le désordre à l'école et Linda s'inscrit à la bibliothèque municipale...                                                                                                 |    |                                                                                                  |                                |                                      |                                  |               |           |
| 139 | 10 | La légende des poteries disparues The Secret Ceramics Room of Secrets                            | Tyree Dillihay                 | Dan Fybel                            | 18 mars 2018 11 janvier 2020     | 7ASA19        | 1,72      |
| Les enfants découvrent dans leur école une salle secrète consacrée à la poterie. Teddy utilise le restaurant de Bob comme bureau pour son activité de réparation de téléphone...                                                                               |    |                                                                                                  |                                |                                      |                                  |               |           |
| 140 | 11 | Dormir avec ma meillemie Sleeping with the Frenemy                                               | Brian Loschiavo                | Greg Thompson                        | 25 mars 2018 17 janvier 2020     | 7ASA20        | 1,74      |
| Tina joue l'entremetteuse entre Tammy et Brett, un garçon de la campagne. Gene, lui, a perdu sa dernière dent de lait. Avec Bob, il tente d'en trouver une pour la collection de Linda...                                                                      |    |                                                                                                  |                                |                                      |                                  |               |           |
| 141 | 12 | Joue-la comme Bob The Hurt Soccer                                                                | Damon Wong                     | Rachel Hastings                      | 1er avril 2018 18 janvier 2020   | 7ASA23        | 1,54      |
| Les Belcher ont oublié qu'ils avaient inscrit Louise à un club de football. Ils doivent la préparer pour le dernier match de la saison... |    |                                                                                                  |                                |                                      |                                  |               |           |
| 142 | 13 | J’irai dormir chez toi Cheer Up, Sleepy Gene                                                     | Tyree Dillihay                 | H. Jon Benjamin et Holly Schlesinger | 8 avril 2018 18 janvier 2020     | 7ASA10        | 1,74      |
| Gene est invité à sa première soirée pyjama, où rien ne se passe comme prévu. Bob et Linda s'enregistrent alors qu'ils dorment pour déterminer qui ronfle le plus fort...                                                                                      |    |                                                                                                  |                                |                                      |                                  |               |           |
| 143 | 14 | Double couple, double jeu The Trouble with Doubles                                               | Ian Hamilton                   | Holly Schlesinger                    | 15 avril 2018 18 janvier 2020    | 7ASA18        | 1,83      |
| Bob et Linda sortent avec un couple et se retrouvent embarqués dans un «escape game». Pendant ce temps, chez les Belcher, Louise organise une nuit thématique consacrée aux zombies...                                                                         |    |                                                                                                  |                                |                                      |                                  |               |           |
| 144 | 15 | Tina, n’en fais pas toute une montagne Go Tina on the Mountain                                   | Tyree Dillihay                 | Rich Rinaldi                         | 22 avril 2018 18 janvier 2020    | 8ASA01        | 1,66      |
| Les enfants se retrouvent à la campagne, engagés dans une activité visant à renforcer l'esprit d'équipe. Débarrassés de leurs enfants, Bob et Linda organisent une soirée romantique...                                                                        |    |                                                                                                  |                                |                                      |                                  |               |           |
| 145 | 16 | Bob, tu es là ? C’est ton anniversaire Are You There Bob? It's Me, Birthday                      | Tyree Dillihay                 | Kelvin Yu                            | 29 avril 2018 24 janvier 2020    | 8ASA04        | 1,91      |
| Comme tout le monde a oublié l'anniversaire de Bob, sa famille cherche à se faire pardonner en lui organisant une fête surprise. Hugo et Ron sont chargés de le distraire pendant ce temps...                                                                  |    |                                                                                                  |                                |                                      |                                  |               |           |
| 146 | 17 | Alerte à Mali-wharf Boywatch                                                                     | Mauricio Pardo                 | Rich Rinaldi                         | 6 mai 2018 25 janvier 2020       | 7ASA11        | 1,56      |
| Tina souhaite devenir surveillante de baignade afin de rencontrer des garçons. Pendant ce temps, Bob et Linda acceptent que leurs clients utilisent le réseau Wi-fi de leur restaurant...                                                                      |    |                                                                                                  |                                |                                      |                                  |               |           |
| 147 | 18 | La ruelle de la discorde As I Walk Through the Alley of the Shadow of Ramps                      | Chris Song                     | Scott Jacobson                       | 13 mai 2018 25 janvier 2020      | 8ASA02        | 1,56      |
| Louise se querelle avec le propriétaire d'un food truck pendant que Linda tente de convaincre Gayle de ne pas quitter son nouvel emploi... |    |                                                                                                  |                                |                                      |                                  |               |           |
| 148 | 19 | Mère toute puissante ! Mo Mommy, Mo Problems                                                     | Ian Hamilton                   | Steven Davis                         | 13 mai 2018 25 janvier 2020      | 8ASA03        | 1,88      |
| A l'occasion de la fête des mères, Linda propose de profiter d'offres de nourriture gratuite. Les enfants font la connaissance d'une vieille femme dont le fils veut vendre la maison...                                                                       |    |                                                                                                  |                                |                                      |                                  |               |           |
| 149 | 20 | Mission Impo-limassible Mission Impos-slug-ble                                                   | Chris Song                     | Nora Smith                           | 20 mai 2018 25 janvier 2020      | 7ASA21        | 1,65      |
| Tina a dénoncé Louise, qui s'est fait confisquer ses cartes à collectionner par mademoiselle LaBonz. Les deux enfants décident de s'introduire à son domicile pour les récupérer...                                                                            |    |                                                                                                  |                                |                                      |                                  |               |           |
| 150 | 21 | Le chemin du cœur passe par l’estomac Something Old, Something New, Something Bob Caters for You | Chris Song                     | Jon Schroeder                        | 20 mai 2018 31 janvier 2020      | 8ASA05        | 1,62      |
| Un couple qui s'est rencontré au restaurant fait appel à Bob pour devenir le traiteur de leur mariage. Encore une fois, rien ne se passe comme espéré. Linda, elle, est choqué d'apprendre que le couple se marie après seulement trois mois de vie commune... |    |                                                                                                  |                                |                                      |                                  |               |           |